# Rodong Sinmun

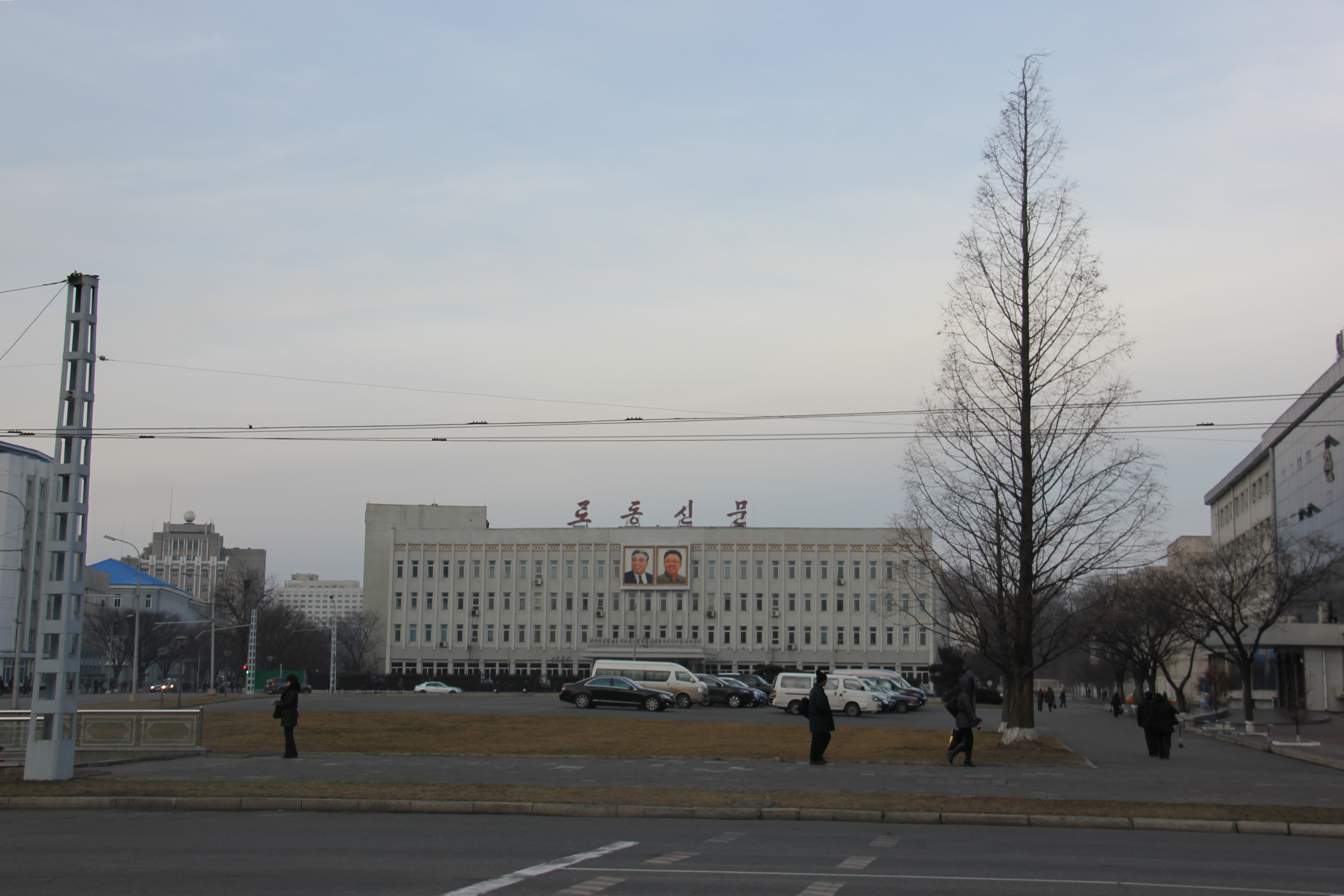
Siedziba gazety w Pjongjangu

Rodong Sinmun (kor. 로동신문, ɾodoŋ ɕʰinmun, Gazeta Pracy) –  północnokoreańska gazeta, oficjalny organ prasowy Komitetu Centralnego Partii Pracy Korei. Po raz pierwszy ukazał się 1 listopada 1945, jako Chǒngro (hangul: 정로, hancha: 正路, „słuszna droga”), stanowi kanał komunikacyjny Partii Pracy Korei. We wrześniu 1946 jej nazwa została zmieniona na obecną. Często cytowana przez Koreańską Centralną Agencję Prasową (KCNA) i międzynarodowe media, w wielu kwestiach jest uważana za źródło oficjalnych opinii na temat Korei Północnej.
Angielska wersja „Rodong Sinmun” została uruchomiona w styczniu 2012 roku.

## Zawartość
Rodong Sinmun jest dziennikiem, zazwyczaj zawiera sześć stron. Gazeta jest redagowana przez około 100 dziennikarzy.
Po oczyszczeniu redakcji i egzekucji Jang Sŏng T’aeka Rodong Sinmun usunął około 20 tysięcy artykułów archiwalnych, podczas gdy w innych gazetach zmodyfikowano i zastąpiono jego imię.

### Noworoczne nowości
Od 1996 r. Rodong Sinmun, Koreańska Centralna Agencja Prasowa, Minju Choson i Joson Inmingun publikują wspólnie noworoczne wydanie gazety, przedstawiające politykę kraju na dany rok. W wiadomościach są zwykle pochwały zasady Songun, rządu i przywództwa oraz zachęcania do wzrostu narodu. Występuje również krytyka wobec polityki Korei Południowej, Japonii, Stanów Zjednoczonych i zachodnich rządów wobec tego kraju. 1 stycznia 2006 r. Agencja wspólnie z redakcjami pozostałych gazet państwowych Korei Północnej wysłała wezwanie wzywające do wycofania wojsk amerykańskich z Korei Południowej. O ile coroczne artykuły redakcyjne w styczniu są tradycją, tegoroczna przyciągała uwagę od zachodnich mediów, wzywając do „ogólnokrajowej kampanii na rzecz wyprowadzenia wojsk amerykańskich”. Redakcja nawiązała kilkukrotnie do problemu zjednoczenia półwyspu. Redakcja w 2009 r. otrzymała podobną uwagę, ponieważ krytyka polityki Stanów Zjednoczonych była nieobecna, a także przyjęcie poważnych problemów gospodarczych w kraju. Redakcja odwołała się również do denuklearyzacji na Półwyspie Koreańskim, co twierdzili analitycy odebrali jako znak pełen nadziei. Znak ten został powtórzony ponownie w 2010 r., w którym wezwano do zakończenia działań wojennych ze Stanami Zjednoczonymi i uwolnienia Półwyspu Koreańskiego od broni jądrowej.

## Galeria

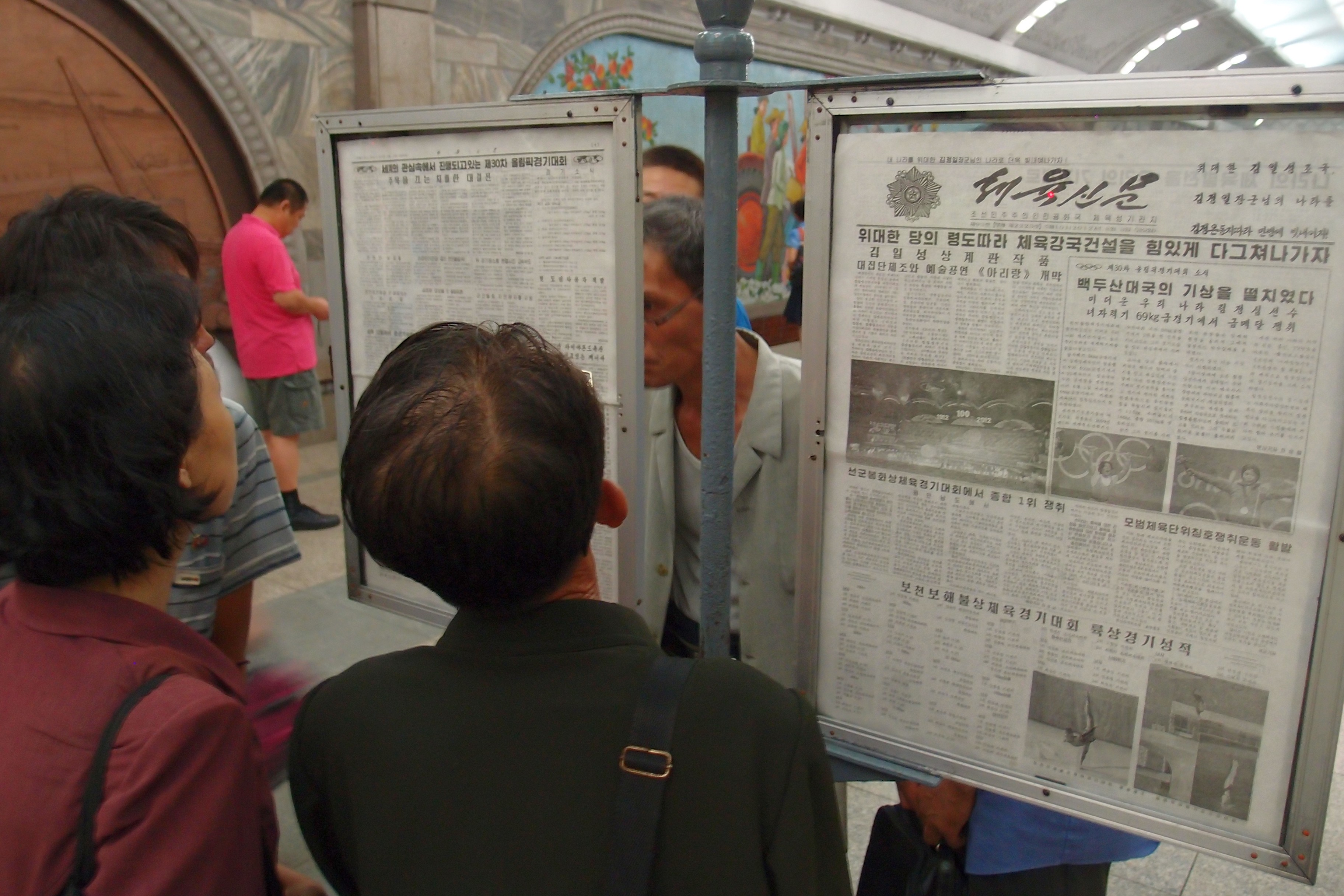
Jedna z form dystrybucji gazety - stelaże w miejscowym metrze